# Stars and stripes
Stars and stripes is een hoorspel van Ton van Reen. De VARA zond het uit op woensdag 20 maart 1974, van 16:03 uur tot 16:40 uur. De regisseur was Ad Löbler.

## Rolbezetting
- Gerrie Mantel (Alice)
- Elisabeth Versluys (haar moeder)
- Bert van der Linden (de agent)
- Tine Medema, Kommer Kleijn, Frans Vasen & Jan Verkoren (de voorbijgangers)

## Inhoud
In dit hoorspel gaat het over het ellendige lot van de halfbloed negers in de Amerikaanse samenleving. Het zeventienjarige halfbloed negerinnetje Alice vindt zich zelf vlees noch vis: een half blanke meid! Als zij voor haar moeder boodschappen gaat halen, stopt een agent op een zware motor vlak bij haar en biedt aan haar naar de winkel te rijden. Hij is brutaal genoeg haar te zeggen dat hij best eens wat wil met een meid van zeventien, zeker met een die zoveel te bieden heeft. Langzaam groeit rond de twee een oploopje, omdat de agent Alice op luide toon beveelt haar jurk, die de kleuren van de nationale vlag heeft, uit te trekken. Een negerin in een dergelijke jurk heeft volgens hem geen pas. Alice weigert aan het bevel gehoor te geven. Het publiek bemoeit zich nu met de zaak en biedt de agent aan een handje te helpen. De jurk, meent men, zou ter plaatse even van het lijf kunnen worden gescheurd. Onder druk van de vele mensen die er zich nu mee bemoeien, meent de agent dat daarover te denken valt. Aanhouden mag ze de jurk in ieder geval niet, dat is zeker. Het wordt de agent de benauwd. Hij heeft zijn plicht gedaan, meent hij, neemt de benen en laat Alice over aan de opgewonden voorbijgangers…